# おかえり (映画)
『おかえり』は、1996年に公開された日本映画。
自主映画出身で、「カイエ・デュ・シネマ・ジャポン」の映画ライターも経験した篠崎誠監督の長編第一作。『関の弥太っぺ』、『沓掛時次郎 遊侠一匹』等といった往年の東映時代劇を手がけてきた古谷伸が撮影、若松孝二監督作品や小川紳介監督作品に関わっていた栗林豊彦が録音を担当。北野武監督作品常連の寺島進初主演映画でもあり、これまで専らチンピラヤクザといったコワモテな役柄ばかりだった寺島が、心の病を抱えた妻にはじめ翻弄されるが、自分が今まで妻にしてきたことを反省し優しく寄り添う平凡な夫役を演じた。
第36回テサロニキ国際映画祭最優秀監督賞、国際批評家連盟賞。ベルリン国際映画祭最優秀新人監督賞。第20回モントリオール国際映画祭国際批評家連盟賞、モントリオール賞。ダンケルク国際映画祭グランプリ、最優秀女優賞。プレス審査員賞、若手審査員賞、観客賞。第17回ナント三大陸映画祭最優秀女優賞。第5回東京スポーツ映画大賞監督賞、新人賞。 

## 惹句
平穏な生活が揺らぐ時、彼女は彼の知らない扉を開く。

## スタッフ
- 監督：篠崎誠
- 製作：筒井武文、松田広子
- 脚本：篠崎誠、山村玲
- 撮影：古谷伸、鈴木一博
- 音楽：ルートヴィヒ・ヴァン・ベートーヴェン
- 編集：筒井武文
- 録音：栗林豊彦
- 助監督：杉山太郎、遠藤万吏子
- 照明：鈴木一博
- 制作：コムテッグ
- 配給：ビターズ・エンド

## キャスト
- 寺島進：北沢孝
- 上村美穂：北沢百合子
- 小松正一：佐久間
- 諏訪太朗：刑事
- 高橋紳吾：精神科医
- 堀江あやか：公園の少女
- 青木富夫：公園の老人
- 小沢仁志：公園の家族
- 小沢ジーナ：公園の家族
- 小沢珠里麻：公園の家族

## ストーリー
塾講師の北沢孝（寺島進）は、妻・百合子（上村美穂）とは何等問題の無い夫婦生活を営んでいると信じていたが、約束をたやすく破り続ける北沢の行動にずっと不満を蓄積させていた百合子の精神は、知らず知らずの内に崩壊していた。やがて奇行を繰り返すようになった百合子の姿に戸惑うばかりの北沢だが、更に追い打ちをかけるように、百合子は他人の車を勝手に乗り回す警察沙汰を起こしてしまう……。